# Rai Radio 2
Pour les articles homonymes, voir Radio 2.
Rai Radio 2 est la deuxième station de radio généraliste nationale publique italienne. Elle fait partie de la Radiotélévision italienne (Rai). Sa programmation est composée d'informations et de musique populaire.

## Émissions

### Émissions actuelles
- Il ruggito del coniglio (it), émission matinale animée depuis 1995 par Antonello Dose et Marco Presta.